# 高野下駅
高野下駅（こうやしたえき）は、和歌山県伊都郡九度山町大字椎出にある南海電気鉄道高野線の駅。標高108 m（橋本駅との高低差は+16 m）。駅番号はNK81。

## 歴史
- 1925年（大正14年）
  - 7月30日：南海鉄道が九度山駅から路線延伸した際の終着駅である高野山駅として開業[1]。当駅から高野山へは、高野参詣自動車による路線バスで極楽橋まで向かい、極楽橋から徒歩で向かうことになっていた。
  - 9月11日：高野下駅に改称[2]。
- 1928年（昭和3年）6月18日：高野山電気鉄道が当駅 - 神谷駅（現・紀伊神谷駅）間で開業[3]。接続駅となる。
- 1932年（昭和7年）4月28日：高野山電気鉄道と南海鉄道高野線の直通運転開始。
- 1944年（昭和19年）6月1日：会社合併により近畿日本鉄道と高野山電気鉄道の駅となる。
- 1947年（昭和22年）
  - 3月15日：高野山電気鉄道が社名変更（南海電気鉄道）。近畿日本鉄道・南海電気鉄道の駅となる。
  - 6月1日：旧南海鉄道の路線譲渡により、南海電気鉄道単独の駅となる。
- 2009年（平成21年）
  - 2月6日：紀伊清水駅、学文路駅、九度山駅、下古沢駅、上古沢駅、紀伊細川駅、紀伊神谷駅、極楽橋駅、高野山駅、紀ノ川橋梁、丹生川橋梁、鋼索線とともに近代化産業遺産（高野山参詣関連遺産）に指定される[4][5]。
  - 3月30日：2番線ホーム線路際に「花屏風」を設置[6]。
- 2010年（平成22年）12月8日：「こうや花鉄道プロジェクト」及び高野線全線開通80周年を記念し、ホームに「南海思い出ミュージアム」を新設[7]。
- 2012年（平成24年）4月1日：駅ナンバリングが導入され、使用を開始[8][9]。
- 2013年（平成25年）4月1日：終日駅係員無配置となる。
- 2017年（平成29年）10月22日 - 2018年（平成30年）3月30日：台風21号の影響により上古沢駅構内で道床流出が発生し[10]、当駅 - 極楽橋駅間が運転見合わせ[10][11]。橋本駅 - 高野山駅間でバス代行輸送を実施[12]。
- 2018年（平成30年）3月31日：列車行き違い機能を上古沢駅から下古沢駅に移設して線路故障の復旧工事が完了。始発から当駅 - 極楽橋駅間の運転を再開[10][13]。橋本駅 - 高野山駅間の代行バス輸送も終了する。
- 2019年（令和元年）11月2日：駅舎ホテル「NIPPONIA HOTEL 高野山 参詣鉄道 Operated by KIRINJI」が開業する[14]。

## 駅構造

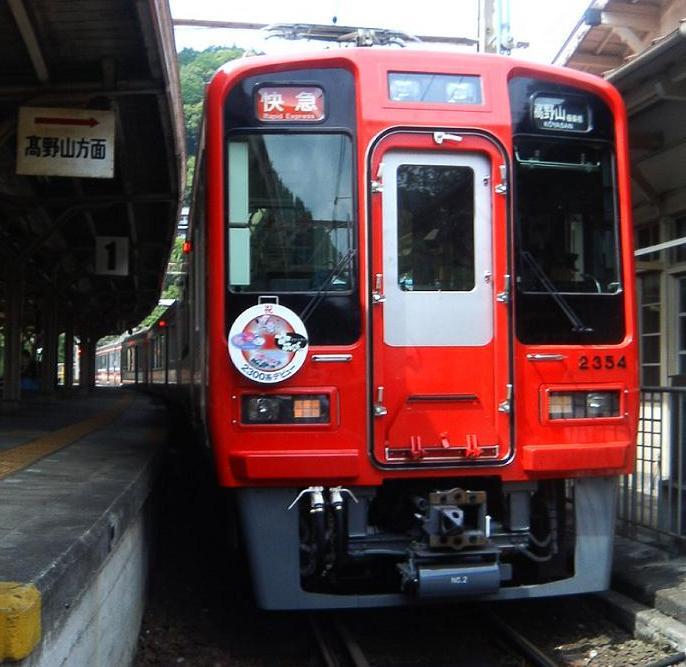
停車中の2300系（2005年5月）

交換設備を備えた島式1面2線のホームを持つ盛土駅である。ホーム有効長は17m車4両分。難波駅寄りには事業用車両の留置線があり、西側には昔の貨物ホーム跡が残されている。
駅舎はホームの東側にあり、ホームとは構内踏切で連絡している。設置されている自動改札機はスルッとKANSAI及びPiTaPaに対応しているものの、開閉式となっていない。現在は無人駅のため、窓口は閉鎖されている。

### のりば
| のりば | 路線   | 方向 | 行先       | 備考            |
| ------ | ------ | ---- | ---------- | --------------- |
| 1      | 高野線 | 下り | 高野山方面 |                 |
| 2      | 高野線 | 上り | なんば方面 | 一部は1番のりば |

当駅始発列車の大半は、難波方面行きホームである2番線で折り返す。1番線から難波方面への出発、2番線から極楽橋方面への出発も可能である。2番線に折り返し列車が停車している場合は、難波方面行き列車が1番線に発着する（通過列車も同様）。
当駅以南は50‰の急勾配と半径100m以下の急カーブのために最高速度が33km/hまでに抑えられている事から、極楽橋駅までは10.3kmしかないにも拘らず、平均約25分の所要時間である。
2009年3月、「こうや花鉄道プロジェクト」の一環として、2番線ホームの線路際に花屏風が設置された。当駅には12種類・約790株の花が植えられている。

## 利用状況
2024年（令和6年）度の1日平均乗降人員は68人で、南海の駅（100駅）では95位である。
| 年度               | 1日平均 乗降人員 | 順位 | 出典                    |
| ------------------ | ---------------- | ---- | ----------------------- |
| 2000年（平成12年） | 319              |      | [ 県統計 1 ]            |
| 2001年（平成13年） | 313              |      | [ 県統計 1 ]            |
| 2002年（平成14年） | 291              |      | [ 県統計 1 ]            |
| 2003年（平成15年） | 267              |      | [ 県統計 1 ]            |
| 2004年（平成16年） | 236              |      | [ 県統計 1 ]            |
| 2005年（平成17年） | 206              |      | [ 県統計 1 ]            |
| 2006年（平成18年） | 194              |      | [ 県統計 1 ]            |
| 2007年（平成19年） | 187              |      | [ 県統計 1 ]            |
| 2008年（平成20年） | 159              |      | [ 県統計 1 ]            |
| 2009年（平成21年） | 150              |      | [ 県統計 1 ]            |
| 2010年（平成22年） | 135              |      | [ 県統計 1 ]            |
| 2011年（平成23年） | 123              |      | [ 県統計 1 ]            |
| 2012年（平成24年） | 115              | 94位 | [ 県統計 1 ]            |
| 2013年（平成25年） | 109              | 94位 | [ 県統計 1 ]            |
| 2014年（平成26年） | 104              | 94位 | [ 県統計 1 ]            |
| 2015年（平成27年） | 98               | 95位 | [ 県統計 1 ]            |
| 2016年（平成28年） | 100              | 95位 | [ 県統計 1 ]            |
| 2017年（平成29年） | 101              | 95位 | [ 県統計 1 ]            |
| 2018年（平成30年） | 93               | 95位 | [ 南海 2 ] [ 県統計 1 ] |
| 2019年（令和元年） | 86               | 95位 | [ 南海 2 ] [ 県統計 1 ] |
| 2020年（令和02年） | 71               | 95位 | [ 南海 2 ]              |
| 2021年（令和03年） | 75               | 95位 | [ 南海 3 ]              |
| 2022年（令和04年） | 70               | 93位 | [ 南海 4 ]              |
| 2023年（令和05年） | 73               | 93位 | [ 南海 4 ]              |
| 2024年（令和06年） | 68               | 95位 | [ 南海 1 ]              |

## 駅周辺
駅の東を不動谷川が流れている。国道沿いに昔ながらの集落が見られる。駅舎の真下にある道路はかつて存在した高野山森林鉄道の路線を整備したものである。1912-1960年に、この付近から高野山大門まで物資運搬用の高野索道が存在していた。
- 椎出郵便局
- 国道370号
- 高野紙　かつて周辺で作られていた。2014年にユネスコの無形文化遺産に登録された埼玉県の細川紙（小川和紙）の起源とされる。
- 椎出厳嶋神社　南北朝時代から続くとされる奇祭「鬼の舞」で名高い。毎年8月のお盆の時期に開催される。
- 地蔵寺　椎出厳嶋神社の別当寺。
- 日輪寺　河根丹生神社の別当寺。県道118号高野橋本線経由で行ける
- 京大坂道（高野参詣道）　県道118号高野橋本線経由で行ける
- 槇尾道（新高野街道）
- 玉川峡　県道118号高野橋本線、県道102号宿九度山線経由。

## 南海思い出ミュージアム

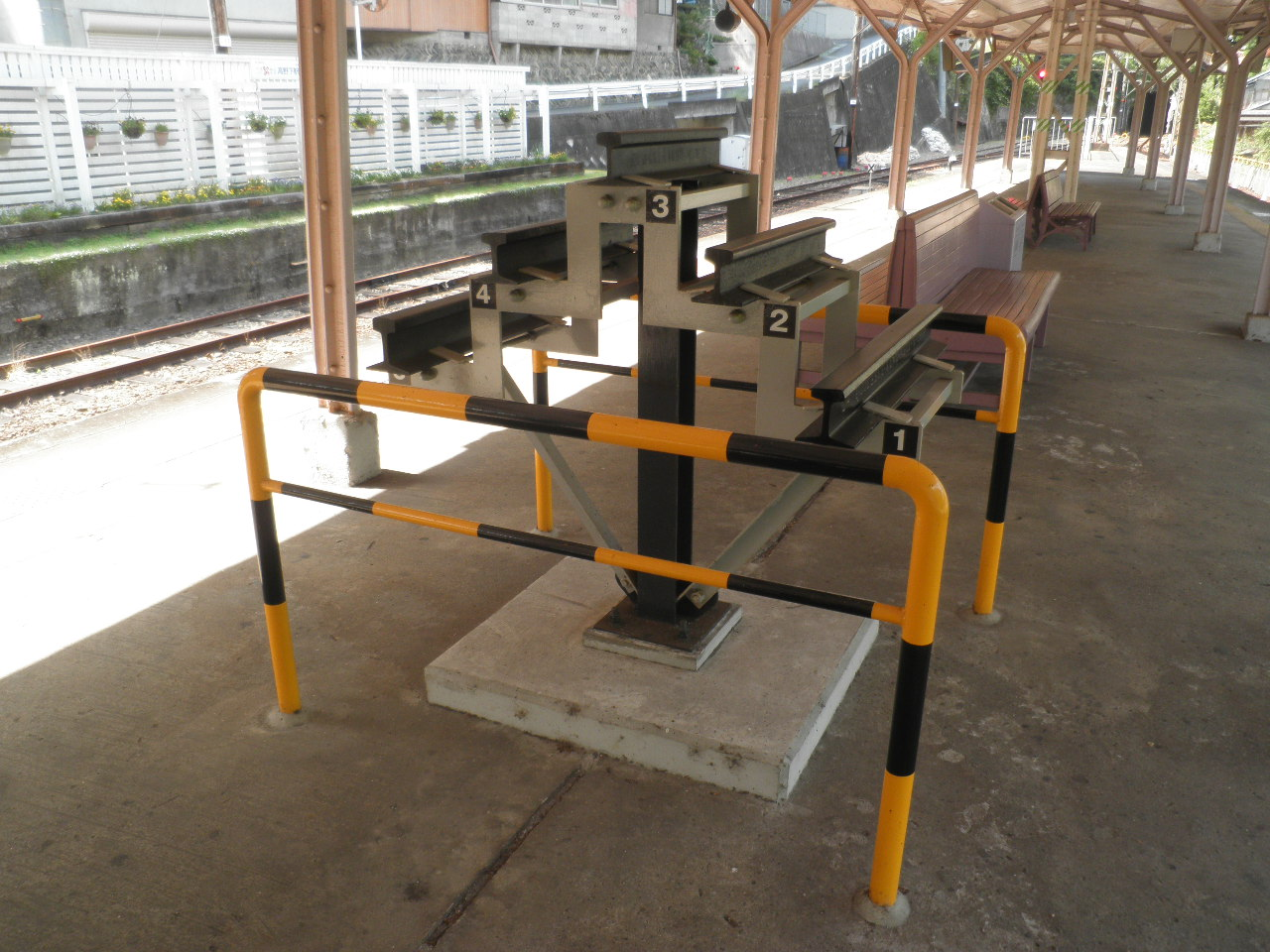
展示ツリーの古レール

2010年12月8日、「こうや花鉄道プロジェクト」及び高野線全線開通80周年記念事業の一環として、当駅のホームに「南海思い出ミュージアム」が新設された。全国の大手私鉄の駅の中で初の試みである。
駅舎の駅名板が昭和初期のデザインに、ホームの駅名標がこうや花鉄道タイプのものにそれぞれ置き換えられた他、展示ツリーと展示ケースが設置された。展示ツリーには、国内外5社の古レールを固定して展示している。また、展示ケースには、レールに固定された犬釘や実際に車両に取り付けられていた社章マークなどを展示している。この他、ホーム上屋に3ヶ所ある古レールを読みやすくするために研磨すると共に、刻印されている内容も表記される様になった。

## 隣の駅
南海電気鉄道
 高野線
■観光列車「天空」
通過
■快速急行（高野山方面のみ運転）・■急行・■各停
九度山駅 (NK80) - 高野下駅 (NK81) - 下古沢駅 (NK82)

#### 本文中の出典
1. ↑  「地方鉄道運輸開始」『官報』1925年8月10日（国立国会図書館デジタル化資料）
2. ↑  「地方鉄道駅名改称」『官報』1925年9月17日（国立国会図書館デジタル化資料）
3. ↑  『地方鉄道運輸開始、官報450号（1928年6月28日）』 - 国立国会図書館デジタルコレクション
4. ↑  「近代化産業遺産群 続33」を選定しました（2009年7月17日アーカイブ） - 国立国会図書館Web Archiving Project、2021年8月13日閲覧
5. ↑  都道府県別認定遺産リスト（2009年7月17日アーカイブ） - 国立国会図書館Web Archiving Project、2021年8月13日閲覧
6. 1 2 3  高野線・高野下駅に「花屏風」を設置しました - ウェイバックマシン（2021年8月13日アーカイブ分）、2021年8月13日閲覧
7. 1 2  高野下駅ホームに「南海思い出ミュージアム」を設置します - ウェイバックマシン（2010年12月14日アーカイブ分）、2021年8月13日閲覧
8. ↑  “南海 駅ナンバリング 導入”. 鉄道コム (2012年2月27日). 2023年2月13日時点のオリジナルよりアーカイブ。2023年2月13日閲覧。
9. ↑  “南海電鉄全駅に「駅ナンバリング」を導入します”.   南海電鉄. 2021年10月28日時点のオリジナルよりアーカイブ。2023年2月13日閲覧。
10. 1 2 3  “NANKAI 株主通信” (PDF).   南海電鉄株式会社. p. 8 (2018年6月). 2021年8月13日閲覧。
11. ↑  台風第21号による被害状況等について（第4報） （2017/10/24 7:00現在） (PDF)  - 国土交通省
12. ↑  JR線への振替・バス代行輸送のご案内 - ウェイバックマシン（2017年10月30日アーカイブ分）、2021年8月13日閲覧
13. ↑  高野線（高野下駅～極楽橋駅）の運転再開について - ウェイバックマシン（2018年3月26日アーカイブ分）、2021年8月13日閲覧
14. ↑  “高野下駅 駅舎ホテル「NIPPONIA HOTEL 高野山 参詣鉄道 Operated by KIRINJI」について”.   南海電鉄. 2019年10月20日閲覧。
15. ↑  “高野下駅 立体構内図”.   南海電気鉄道. 2023年6月11日閲覧。
16. ↑  “高野参詣道の外観”.   和歌山県教育委員会. 2020年4月5日閲覧。

#### 利用状況の出典
和歌山県公共交通機関等資料集
1. 1 2 3 4 5 6 7 8 9 10 11 12 13 14 15 16 17 18 19 20  令和元年度和歌山県公共交通機関等資料集 - ウェイバックマシン（2021年1月24日アーカイブ分）、和歌山県企画部地域振興局総合交通政策課、2021年11月06日閲覧

南海電気鉄道の1日平均利用客数
1. 1 2 3 4  南海電気鉄道株式会社 (2025年7月). “2025 HAND BOOK NANKAI”. p. 35. 2025年8月8日閲覧。
2. 1 2 3  南海電気鉄道株式会社 (2021年8月). “2021 HAND BOOK NANKAI” (pdf). p. 77. 2022年11月19日時点のオリジナルよりアーカイブ。2022年11月19日閲覧。
3. ↑  南海電気鉄道株式会社 (2022年8月). “2022 HAND BOOK NANKAI”. p. 77. 2022年10月14日時点のオリジナルよりアーカイブ。2022年11月19日閲覧。
4. 1 2  南海電気鉄道株式会社 (2024年7月). “2024 HAND BOOK NANKAI”. p. 57. 2024年9月7日閲覧。